# Shabono

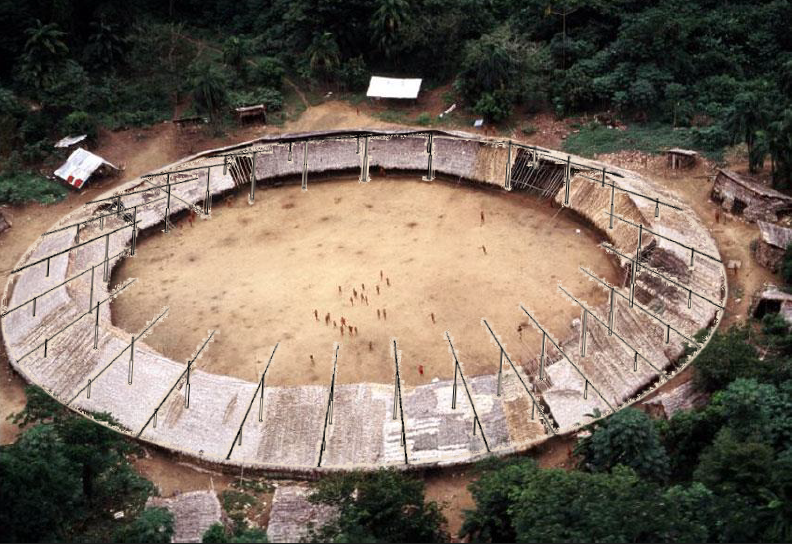
Shabono Yanomami

Shabono (também conhecido por Yano ou Xapono) é uma casa comunitária usada pelos índios Yanomami, nela são realizadas reuniões religiosas, sociais e políticas.
O Shabono é a morada principal, onde cada unidade familiar possui sua própria área doméstica interna, com fogueira e pertences próprios. E o yano é um abrigo temporário construído pelos Yanomami, quando precisam sair por um tempo de sua morada principal por diversas razões como construir um novo Shabono, fazer novas roças, ir à caçadas coletivas de vários dias pela floresta, entre outros.

## Construção
Os Yanomami orientais e ocidentais constroem o Shabono em formato de cones ou cones truncados e os Yanomami do norte e nordeste constroem em formato retangular. Normalmente o Shabono é reconstruído de acordo com o crescimento da tribo, isso pode ser feito de tempos em tempos.
Para a construção, é escolhido um local apropriado, geralmente já observado pelos líderes e anciões da aldeia. Este local deve ser elevado, plano e que comporte todo o diâmetro do shabono; deve estar próximo de fontes de água limpa e potável e ter, ao redor, um solo bom para plantio. A clareira é aberta utilizando machados, enxadas, facões e mãos. Os troncos e toras, retirados para abrir a clareira, são utilizados para a construção.
Toda a comunidade participa da construção, independente da idade ou sexo. Cada unidade familiar é responsável pela limpeza da área que irá ocupar no Shabono.

### Organização espacial
Denominação dos espaçosː
- Shabono hehaː pátio central, de uso comunitário.[4][5]
- Hato nahiː espaço doméstico de uma unidade famíliar, dentro do shabono.[4]
- Hato nahi hehaː área da soleira da Hato nahi.[4]
- Hato nahi xikaː área dos fundos da Hato nahi.[4]
- Ihiraː estruturas internas que são reservadas para pendurar redes, e armazenar pertences e alimentos.[4]

Cada unidade familiar possui sua hato nahi, dentro do shabono. Na hato xika, ficam as fogueiras de preparo de alimentos, que também servem para aquecer a área. E as ihira são construídas ao redor da fogueira, pode ter uma ou mais ihira, dependendo do tamanho da família. Na Hato nahi heha, ficam os bancos, que são usados coletivamente ou pelos pajés durante as pajelanças. No Shabono heha, são realizadas as atividades coletivas, como festas e rituais.

### Medidas
Um Shabono é uma moradia grande que possui cerca de 80 metros de diâmetro e 10 metros de largura, podendo variar, segundo estudos históricos.

### Materiais
Os principais materiais usados na construção de um Shabono são folhas de palmeira e madeira de casca dura. As folhas de palmeira são utilizadas na formação de camadas grossas e resistentes cobrindo o Shabono para evitar que o mesmo desabe com a chuva. Para cobrir tanto a parede quanto o telhado é usado  madeira e  cipó para prender.

### Estrutura
A estrutura do Shabono é pensada em cada detalhe para ser cômoda e segura. O telhado é composto por 2 partes, uma delas sendo responsável por impedir a entrada da chuva no interior e a outra para cobrir a área de estar. O piso é formado por terra batida e se torna elevado em relação ao exterior do Shabono, isso é fator considerável no período de chuvas.
As ihira é construída com planta triangular, onde se instala um esteio simples entre dois esteios da estrutura principal. São instaladas vigas oblíquas, apoiadas no esteio simples e nos esteios principais; e são colocados ripas transversais formando um jirau, onde é armazenado os pertences e alimentos. No centro deste jirau, é amarrado uma corda com um gancho, para pendurar uma panela sobre a fogueira. E as redes são penduradas nos esteios.

## Cultura Yanomami
Os Yanomami são um dos maiores povos indígenas relativamente isolados da América do Sul.
O povo Yanomami segue o padrão de uma sociedade igualitária, onde não há existência de uma autoridade superior e todas as decisões referentes a comunidade são tomadas mediante longas conversações e debates até a chegada de um consenso. Inclusive, tanto homens quanto mulheres têm o direito de fala.
A divisão presente entre eles está relacionada as atividades cotodianas, onde os homens possuem a função de caça e as mulheres a agricultura. A alimentação é em sua maior parte agrícola, mas eles consomem além da carne de animais, insetos, larvas, nozes e mel.
Outro detalhe importante da cultura Yanomami é o colectivismo presente até mesmo no compartilhamento de uma caça, por exemplo.

## Responsabilidade ambiental
Diferente dos colonizadores que exploraram todo tipo de recurso natural encontrado, os índios se preocupam com o cuidado e preservação ambiental. Cuidado esse que é retratado nas construções arquitetônicas, onde o meio florestal externo à aldeia é preservado, e cada matéria prima explorada é totalmente aproveitada, levando em consideração princípios culturais e de sobrevivência, não valores econômicos.